# Annur, Maddur
Annur là một làng thuộc tehsil Maddur, huyện Mandya, bang Karnataka, Ấn Độ.